# Гусєв Олександр Петрович (хокеїст на траві)
Гусєв Олександр Петрович (21 лютого 1955 — 24 листопада 1994) — радянський хокеїст на траві.
Бронзовий призер Олімпійських Ігор 1980 року.